# Rothesay International 2023 - Qualificazioni singolare femminile
Le qualificazioni del singolare femminile del Rothesay International 2023 sono state un torneo di tennis preliminare per accedere alla fase finale della manifestazione. Le vincitrici dell'ultimo turno sono entrate di diritto nel tabellone principale. In caso di ritiro di una o più giocatrici aventi diritto, a queste sono subentrate le Lucky loser, ossia le giocatrici che hanno perso nell'ultimo turno ma che avevano una classifica più alta rispetto alle altre partecipanti che avevano comunque perso nel turno finale.

## Teste di serie
1. Petra Martić (ultimo turno, lucky loser)
2. Jasmine Paolini (qualificata)
3. Lesja Curenko (ritirata)
4. Lauren Davis (qualificata)
5. Julija Putinceva (primo turno, ritirata)
6. Linda Fruhvirtová (ultimo turno, lucky loser)

1. Ana Bogdan (qualificata)
2. Caty McNally (ritirata)
3. Kamilla Rachimova (primo turno)
4. Magdalena Fręch (primo turno)
5. Wang Xiyu (qualificata)
6. Cristina Bucșa (primo turno)

## Qualificate
1. Ana Bogdan
2. Jasmine Paolini
3. Madison Brengle

1. Lauren Davis
2. Camila Osorio
3. Wang Xiyu

### Lucky loser
1. Jodie Burrage
2. Linda Fruhvirtová (ritirata)
3. Petra Martić
4. Tereza Martincová

1. Heather Watson
2. Barbora Strýcová
3. Rebecca Marino

## Tabellone

### Legenda
| - Q = Qualificato - WC = Wild card - LL = Lucky loser | - ALT = Alternate - SE = Special Exempt - PR = Protected Ranking | - w/o = Walkover - r = Ritirato - d = Squalificato |

### Sezione 1
|  | Primo turno | Primo turno    | Primo turno   | Primo turno | Primo turno |  |  | Ultimo turno | Ultimo turno | Ultimo turno | Ultimo turno | Ultimo turno |  |
|  |             |                |               |             |             |  |  |              |              |              |              |              |  |
|  | 1           | Petra Martić   | 6             | 3           | 7           |  |  |              |              |              |              |              |  |
|  |             | Rebecca Marino | 4             | 6           | 5           |  |  | 1            | Petra Martić | 7            | 4            | 4            |  |
|  |             | Panna Udvardy  | Panna Udvardy | 4           | 4           |  |  | 7            | Ana Bogdan   | 5            | 6            | 6            |  |
|  | 7           | Ana Bogdan     | Ana Bogdan    | 6           | 6           |  |  |              |              |              |              |              |  |

### Sezione 2
|  | Primo turno | Primo turno        | Primo turno | Primo turno | Primo turno |  |  | Ultimo turno | Ultimo turno    | Ultimo turno    | Ultimo turno | Ultimo turno |  |
|  |             |                    |             |             |             |  |  |              |                 |                 |              |              |  |
|  | 2           | Jasmine Paolini    | 4           | 6           | 6           |  |  |              |                 |                 |              |              |  |
|  | WC          | Ranah Akua Stoiber | 6           | 2           | 4           |  |  | 2            | Jasmine Paolini | Jasmine Paolini | 7            | 6            |  |
|  | WC          | Jodie Burrage      | 65          | 7           | 7           |  |  | WC           | Jodie Burrage   | Jodie Burrage   | 5            | 4            |  |
|  | 9           | Kamilla Rachimova  | 7           | 5           | 64          |  |  |              |                 |                 |              |              |  |

### Sezione 3
|  | Primo turno | Primo turno       | Primo turno      | Primo turno | Primo turno |  |  | Ultimo turno | Ultimo turno     | Ultimo turno     | Ultimo turno | Ultimo turno |  |
|  |             |                   |                  |             |             |  |  |              |                  |                  |              |              |  |
|  | Alt         | Caroline Dolehide | 62               | 7           | 63          |  |  |              |                  |                  |              |              |  |
|  |             | Madison Brengle   | 7                | 5           | 7           |  |  |              | Madison Brengle  | Madison Brengle  | 6            | 6            |  |
|  | PR          | Barbora Strýcová  | Barbora Strýcová | 6           | 6           |  |  | PR           | Barbora Strýcová | Barbora Strýcová | 3            | 3            |  |
|  | Alt         | Margarita Betova  | Margarita Betova | 2           | 1           |  |  |              |                  |                  |              |              |  |

### Sezione 4
|  | Primo turno | Primo turno       | Primo turno | Primo turno | Primo turno |  |  | Ultimo turno | Ultimo turno      | Ultimo turno      | Ultimo turno | Ultimo turno |  |
|  |             |                   |             |             |             |  |  |              |                   |                   |              |              |  |
|  | 4           | Lauren Davis      | 3           | 6           | 6           |  |  |              |                   |                   |              |              |  |
|  |             | Diane Parry       | 6           | 1           | 2           |  |  | 4            | Lauren Davis      | Lauren Davis      | 7            | 7            |  |
|  |             | Tereza Martincová | 6           | 4           | 7           |  |  |              | Tereza Martincová | Tereza Martincová | 62           | 67           |  |
|  | 10          | Magdalena Fręch   | 4           | 6           | 5           |  |  |              |                   |                   |              |              |  |

### Sezione 5
|  | Primo turno | Primo turno      | Primo turno | Primo turno | Primo turno |  |  | Ultimo turno | Ultimo turno   | Ultimo turno   | Ultimo turno | Ultimo turno |  |
|  |             |                  |             |             |             |  |  |              |                |                |              |              |  |
|  | 5           | Julija Putinceva | 3           | 4           | r           |  |  |              |                |                |              |              |  |
|  | WC          | Heather Watson   | 6           | 3           |             |  |  | WC           | Heather Watson | Heather Watson | 65           | 2            |  |
|  |             | Camila Osorio    | 4           | 6           | 6           |  |  |              | Camila Osorio  | Camila Osorio  | 7            | 6            |  |
|  | 12          | Cristina Bucșa   | 6           | 4           | 2           |  |  |              |                |                |              |              |  |

### Sezione 6
|  | Primo turno | Primo turno       | Primo turno       | Primo turno | Primo turno |  |  | Ultimo turno | Ultimo turno      | Ultimo turno      | Ultimo turno | Ultimo turno |  |
|  |             |                   |                   |             |             |  |  |              |                   |                   |              |              |  |
|  | 6           | Linda Fruhvirtová | Linda Fruhvirtová | 6           | 6           |  |  |              |                   |                   |              |              |  |
|  | WC          | Ella McDonald     | Ella McDonald     | 1           | 0           |  |  | 6            | Linda Fruhvirtová | Linda Fruhvirtová | 4            | 2            |  |
|  |             | Dalma Gálfi       | 1                 | 0           | r           |  |  | 11           | Wang Xiyu         | Wang Xiyu         | 6            | 6            |  |
|  | 11          | Wang Xiyu         | 6                 | 1           |             |  |  |              |                   |                   |              |              |  |